# Преображенский храм (Осташков)
Церковь Преображения Господня — православный храм в Осташкове (Тверская область, Россия). В советское время уничтожен, сохранилась только колокольня. Памятник архитектуры федерального значения. 

## Расположение
Храм располагался в центральной части Осташкова. В настоящее время колокольня стоит на территории парка Свободы.

## История
Во время польско-литовской интервенции на этом месте хоронили погибших защитников города. 
Каменный храм был построен в 1762 году. С момента строительства храма и колокольни при ней началось формирование нового городского центра, окончательно сложившегося несколько позже. Колокольня была сооружена в 1789 году архитектором И. Парфеновым-Фомкиным.
Имел три престола: главный во имя Преображения Господня, придельные во имя Исаакия Печерского и Владимирской иконы Божией Матери.
В 1860 году купцом А.М. Мосягиным устроена вокруг церкви красная гранитная ограда с гранитными колоннами и железною решеткой.
В 1914 году храм имел 2894 прихожан (1368 мужчин и 1526 женщин). 
Перед войной храм был разобран, колокольня сохранилась.

## Духовенство
В разные годы в храме служили:
- Николай Игнатьев, священник (1773—1792)
- Давид Макарьев, священник (1773—1786)
- Ефим Давыдов, священник (1787—1788)
- Матвей Дмитриев, священник (1792—1821)
- Дмитрий Николаев, священник (1793—1821)
- Иван Арсеньевич Киркирский, священник (28.08.1844—1866)
- Иван Салтыков, священник (1863—1866)
- Пётр Матвеевич Лисицын (священник с 1882 года)
- Пётр Игнатьевич Пенкин (священник с 1870 года)
- Диакон Иоанн Николаевич Прутенский
- Псаломщик Иван Петрович Воробьёв
- Псаломщик Николай Димитриевич
- Священник Михаил Лебедев
- Священник Илия Синев
- Штатный диакон Леонид Раевский
- Псаломщик Евгений Прозоров

## Галерея

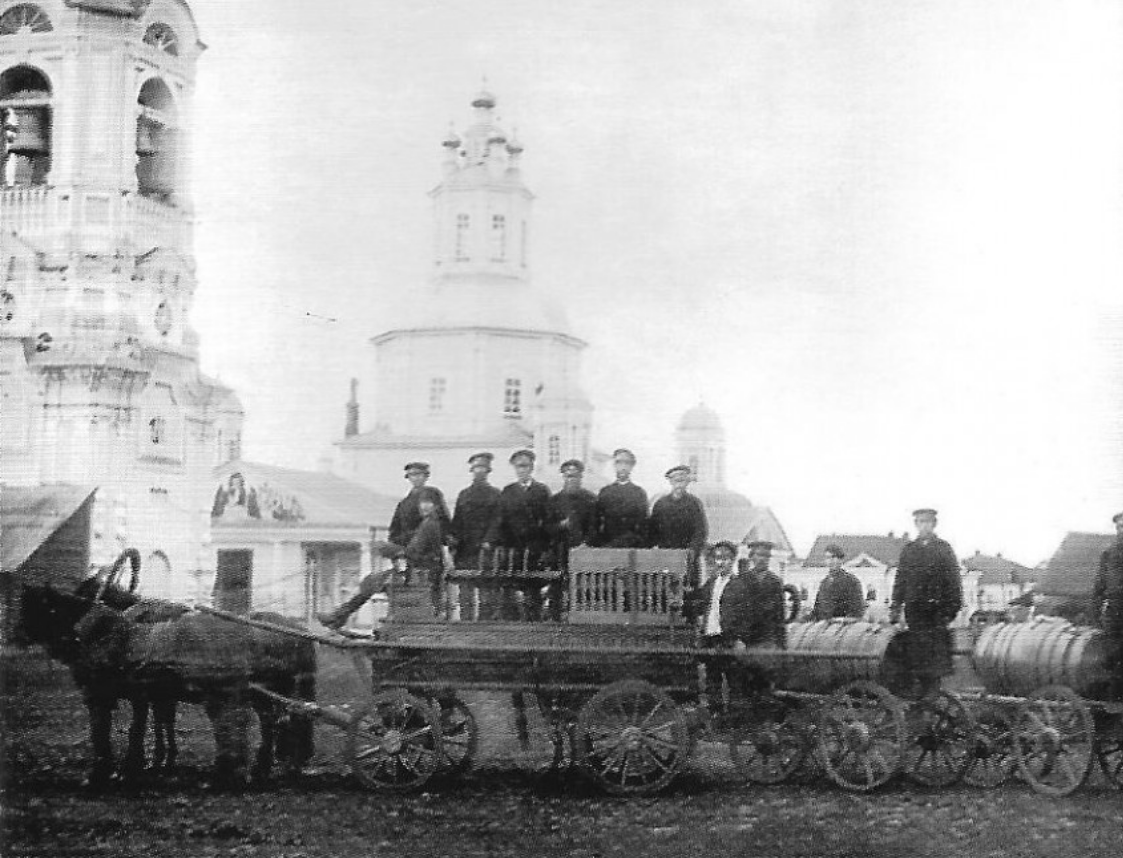
Храм в 1893 году
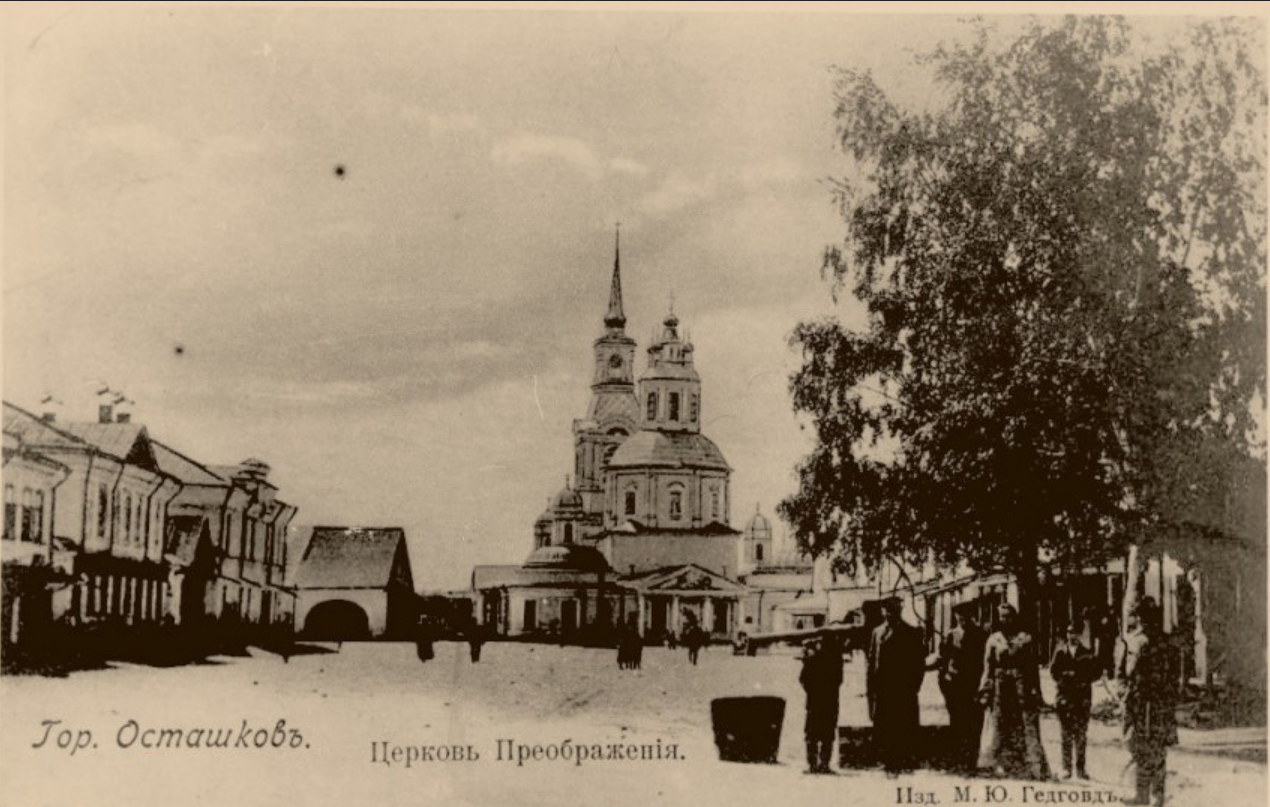
Фотография 1910 года
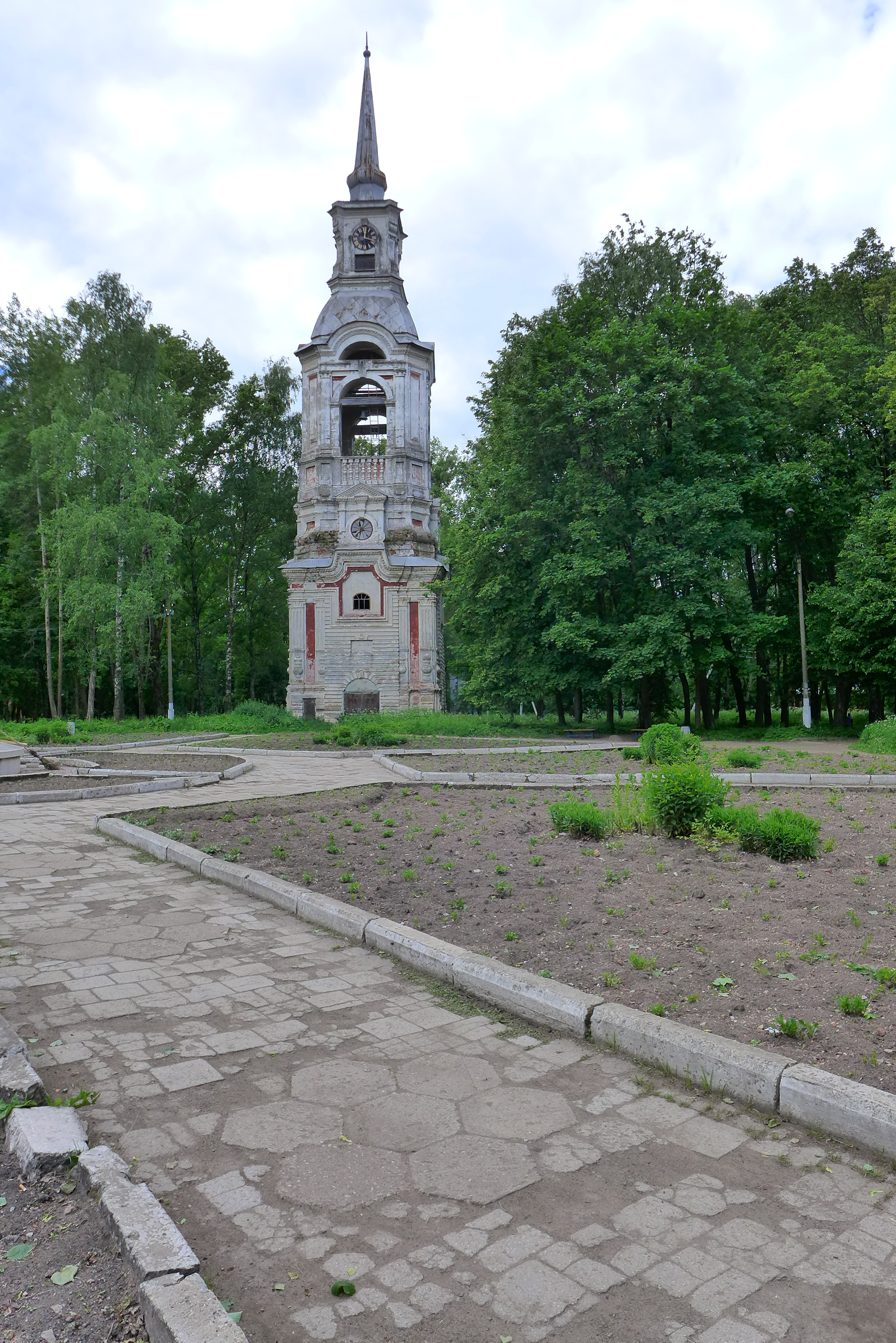
Общий вид колокольни в наши дни
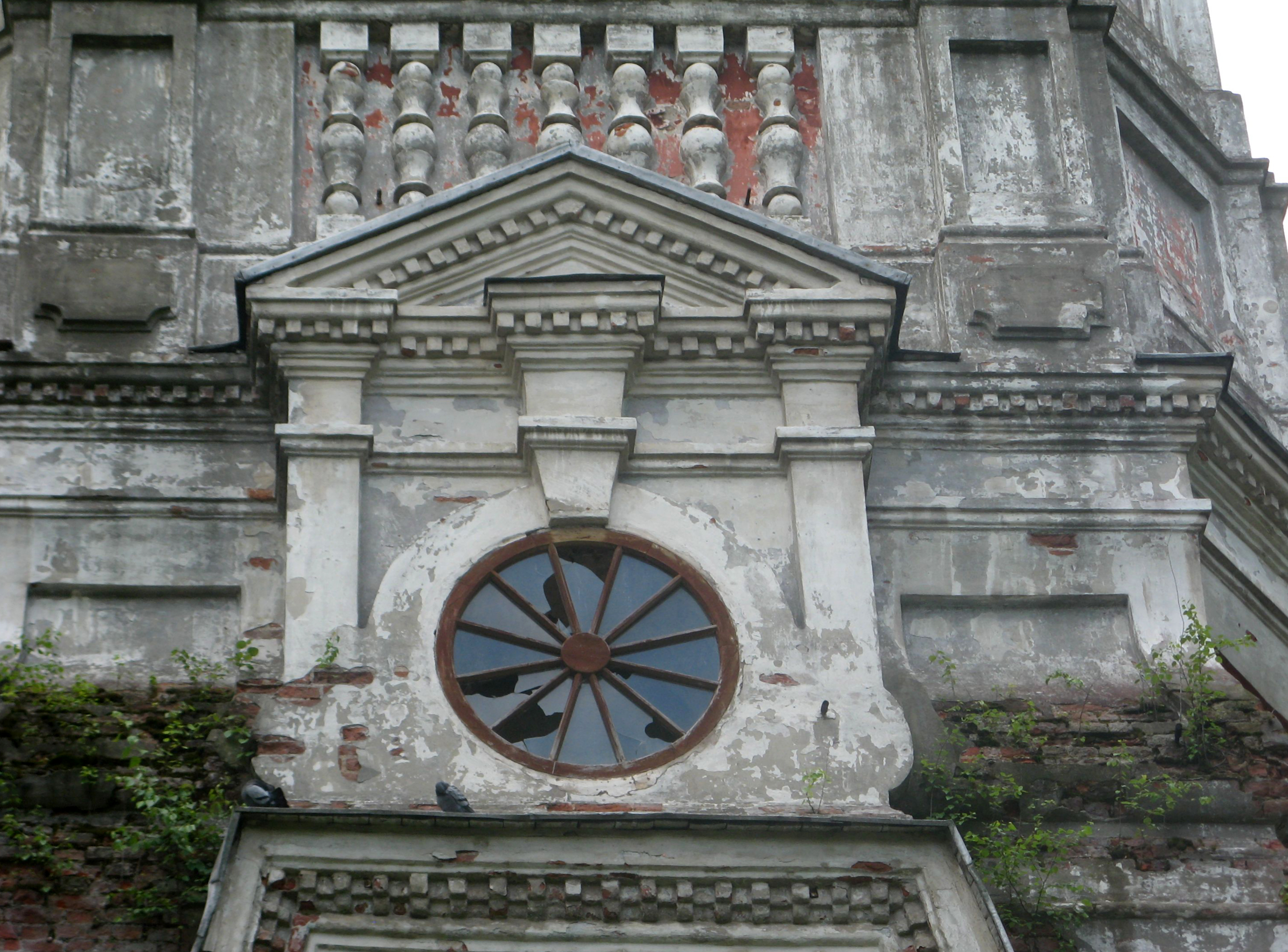
Фрагмент